# Hörnum

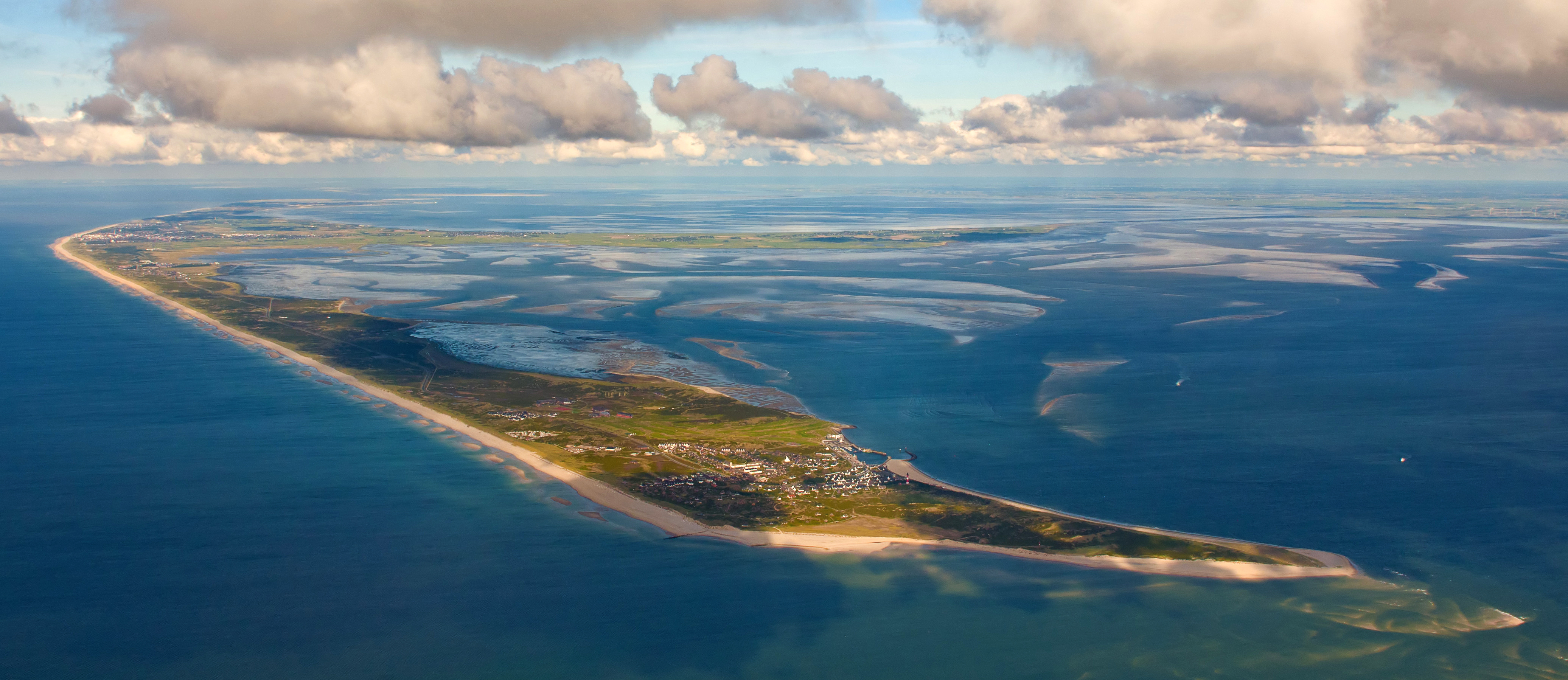
Vista aèria de l'illa de Sylt

Hörnum (frisó septentrional Hörnem, danès Hørnum) és un municipi de l'illa de Sylt que forma part del districte de Nordfriesland, dins l'Amt Landschaft Sylt, a l'estat alemany de Slesvig-Holstein. El 31 de desembre del 2023 tenia 872 habitants.